# 解放牌汽车
解放牌汽车（FAW）是一款中華人民共和國的汽車品牌，創立於1953年，是中国汽车制造业歷史上第一個量产的國產品牌汽車。目前屬於一汽公司，由官方扶植生產。

## 歷史

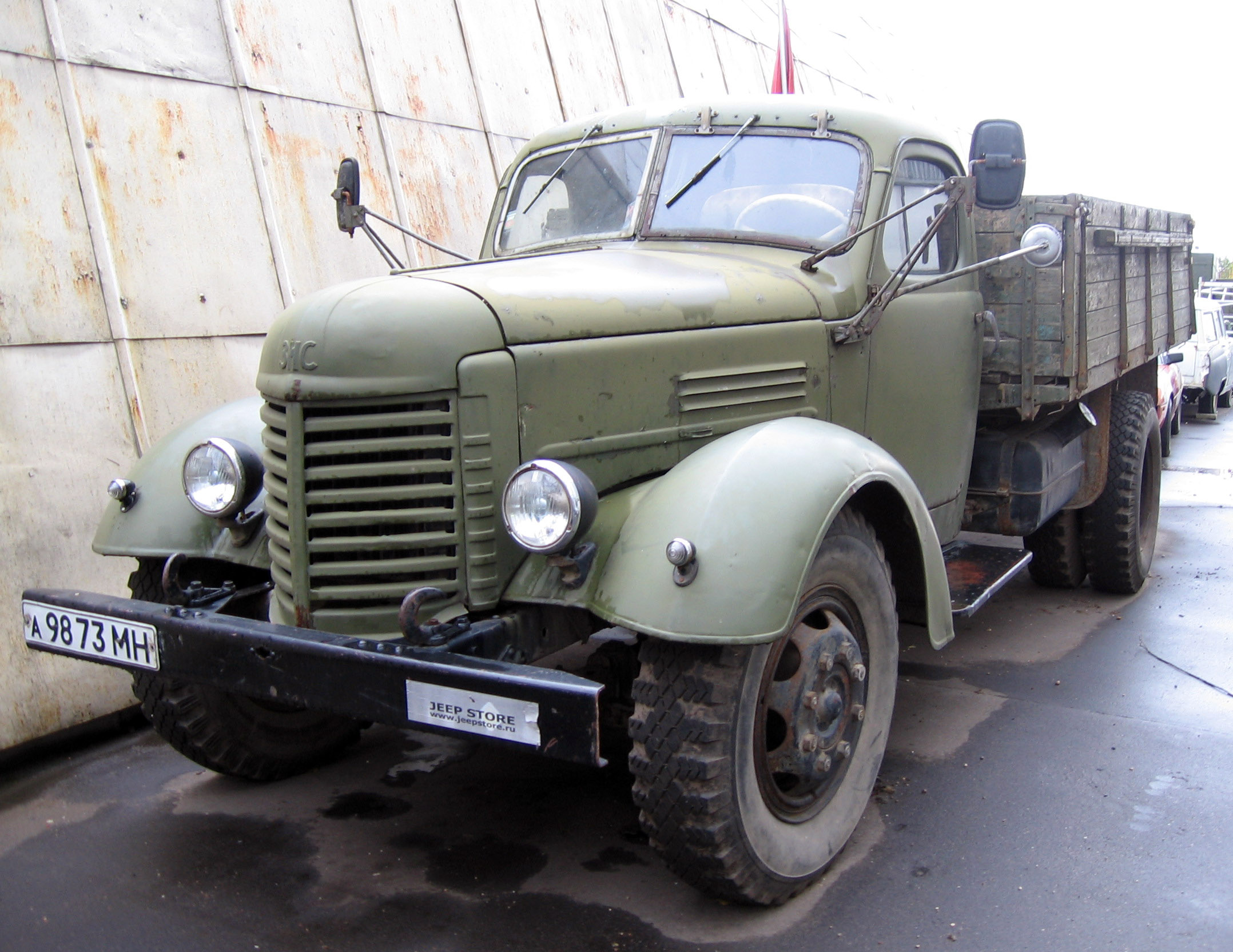
蘇聯卡車ZIS-150B型

首款量產的解放牌CA-10型车是以苏联斯大林汽车厂（於1956年更名為李哈乔夫汽车制造厂）出产的ZIS-150型卡车为樣本，日後被暱稱為老解放卡車，從此成為解放牌的經典造型；直到1986年9月29日第1,281,502辆車出廠為止，該車款連續生产達30年，後續車種為CA-141。CA-10的发动机功率85千瓦（114匹馬力），最高车速可達時速80公里。
1956年7月13日，第一批解放牌汽车在长春第一汽车制造厂试制成功，段君毅将提議的若干品牌名稱向毛泽东作汇报，毛泽东给新车起了品牌名叫“解放”。约旦商人毕特在1957年第二届中国出口商品交易会陈列场上看到解放牌汽车，购买了三辆運回國，是解放牌汽车第一次出口。
2009年7月27日，解放牌由一汽和美國通用汽車合作。

## 图片

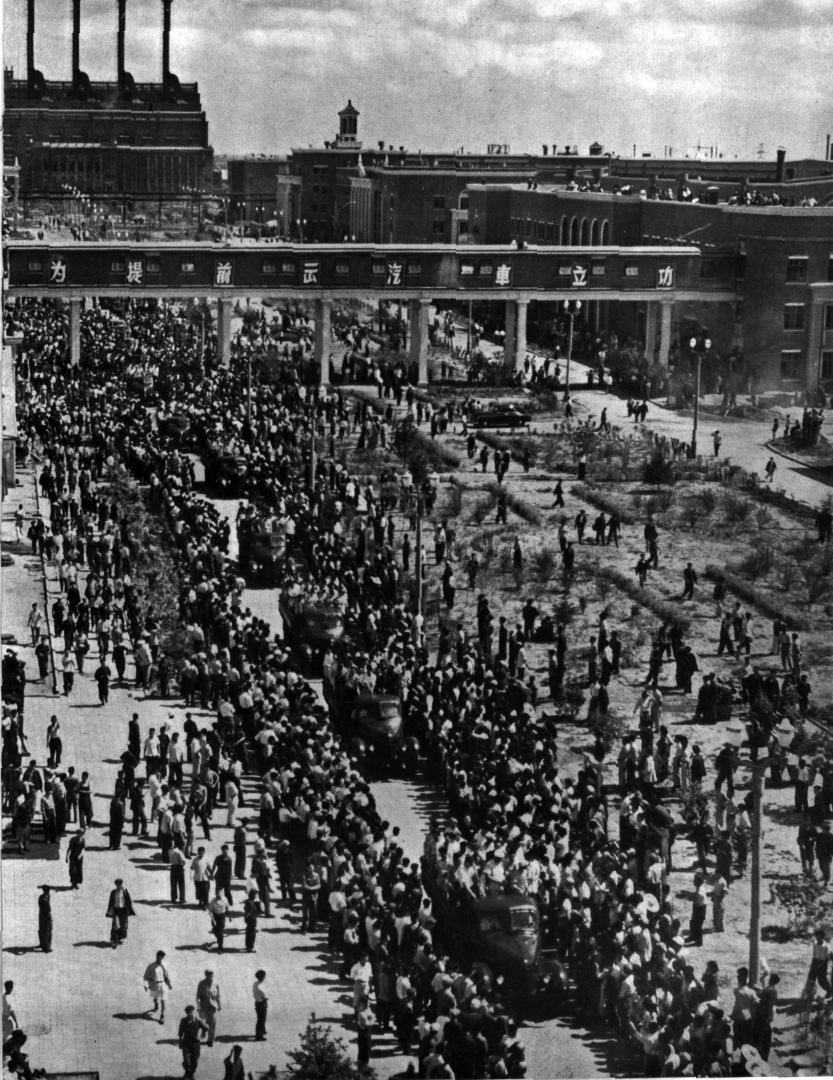
1956年7月，第一批解放牌汽车开出中国一汽，全厂职工夹道欢呼
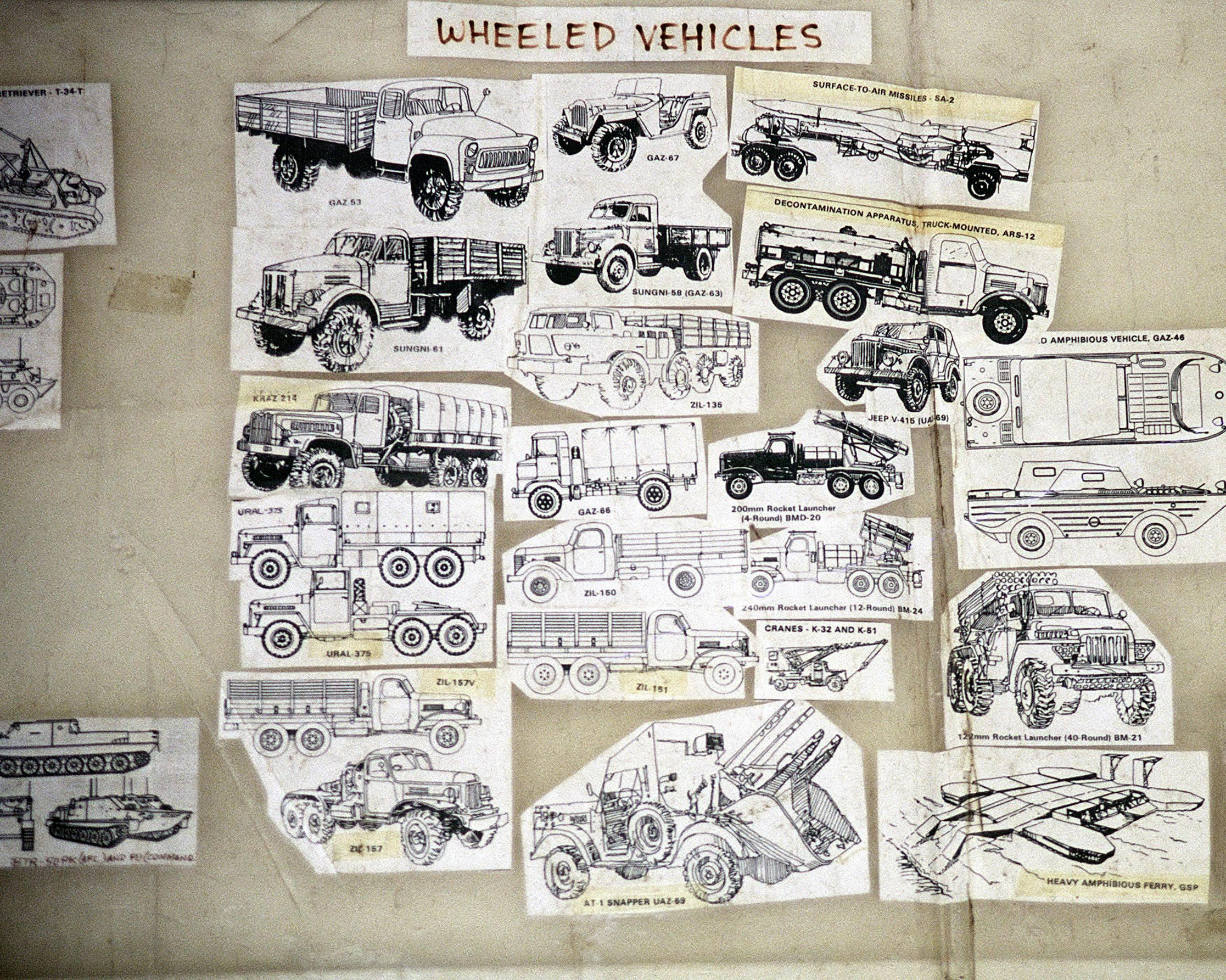
早期外銷至朝鲜的解放軍用改裝型
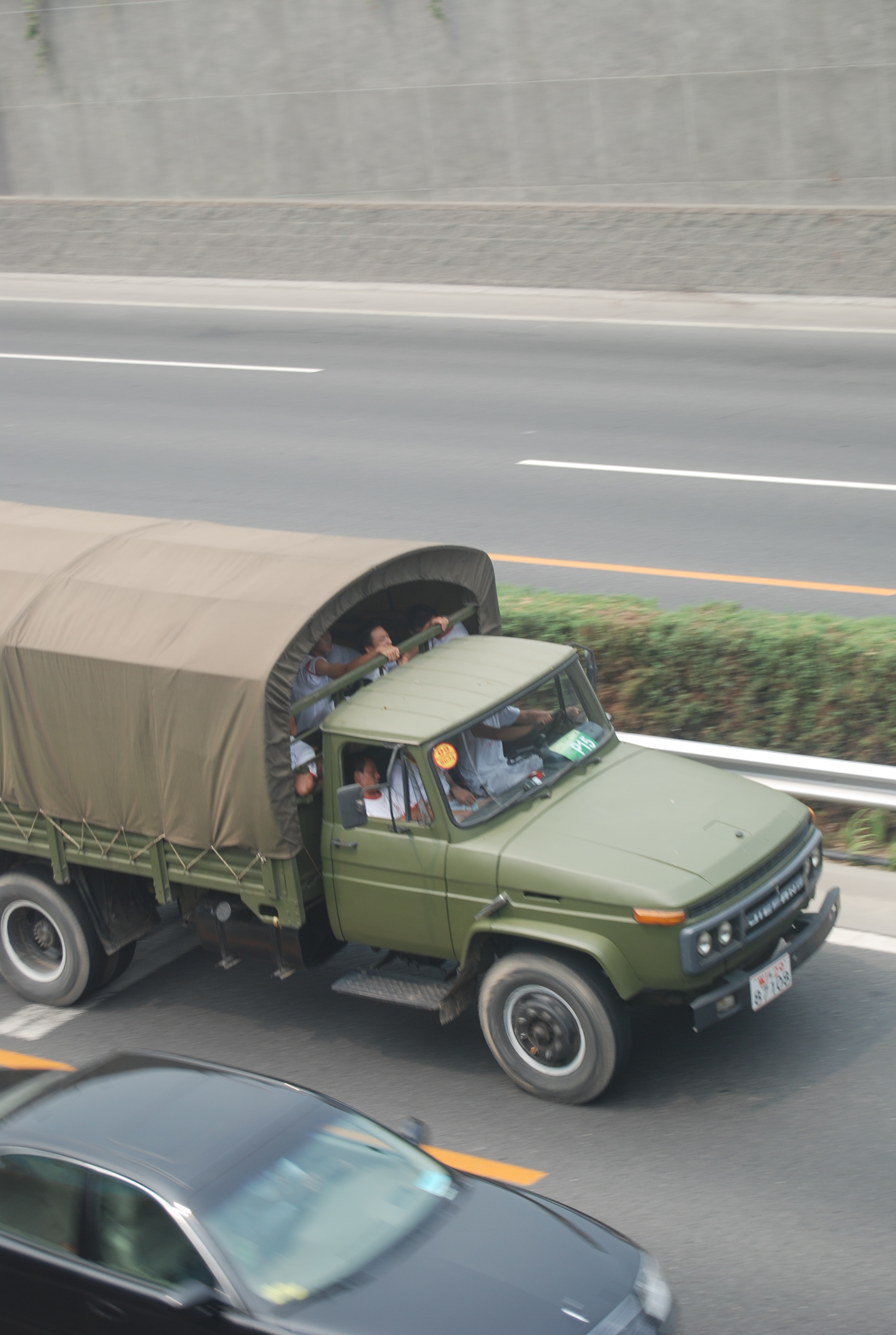
解放卡車2000年款
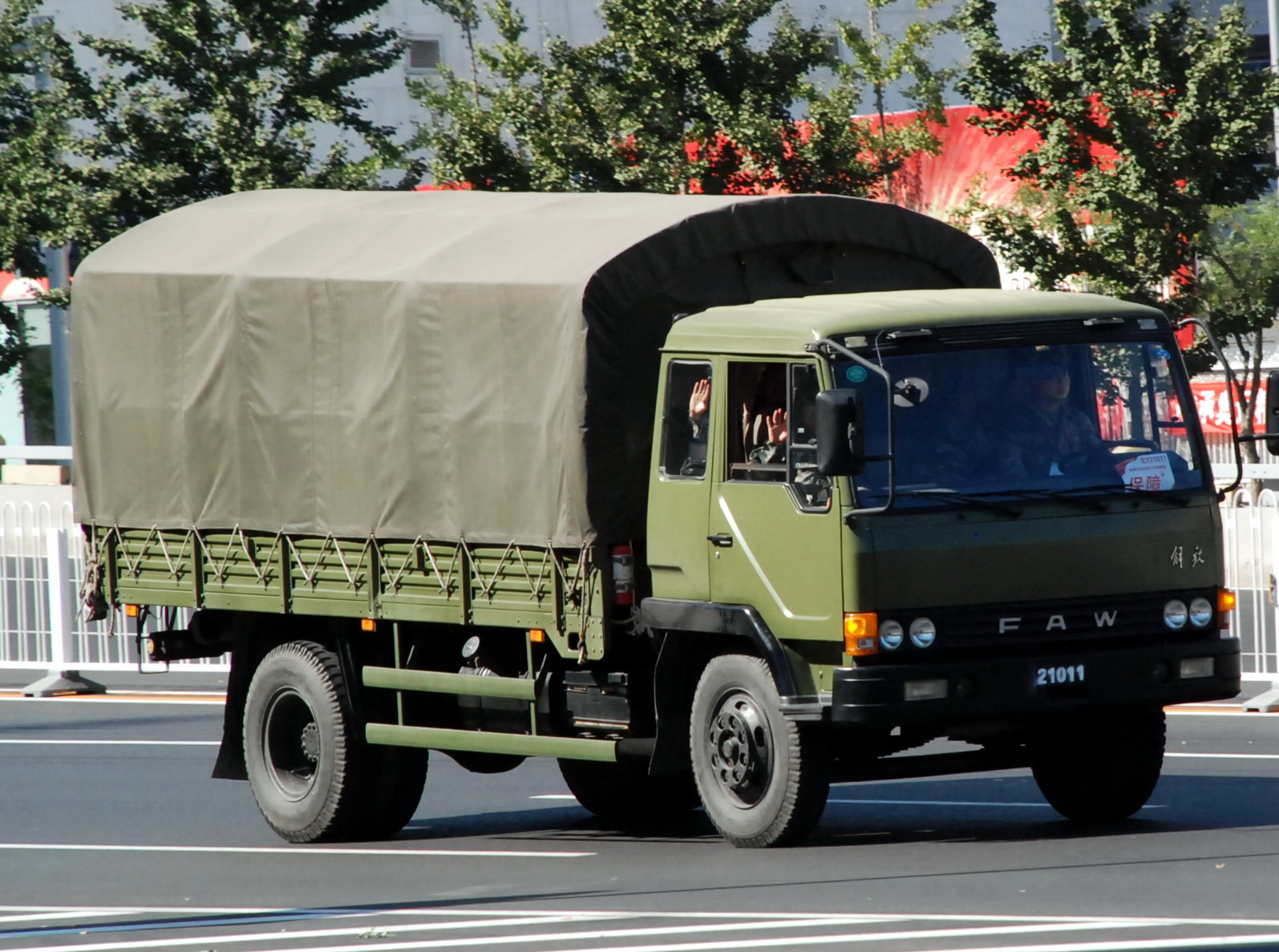
解放卡車2009年款
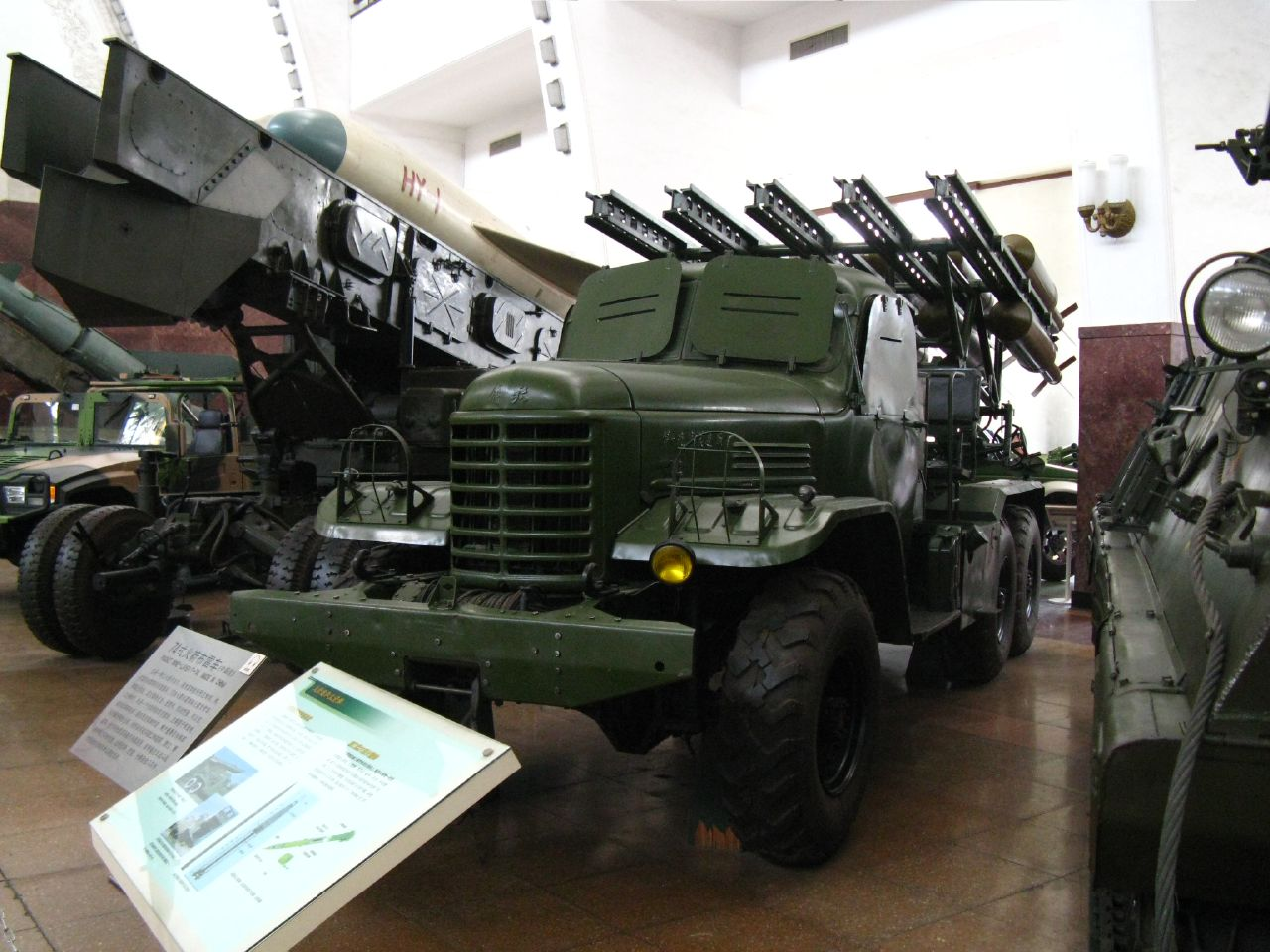
老解放卡車改裝的火箭發射車
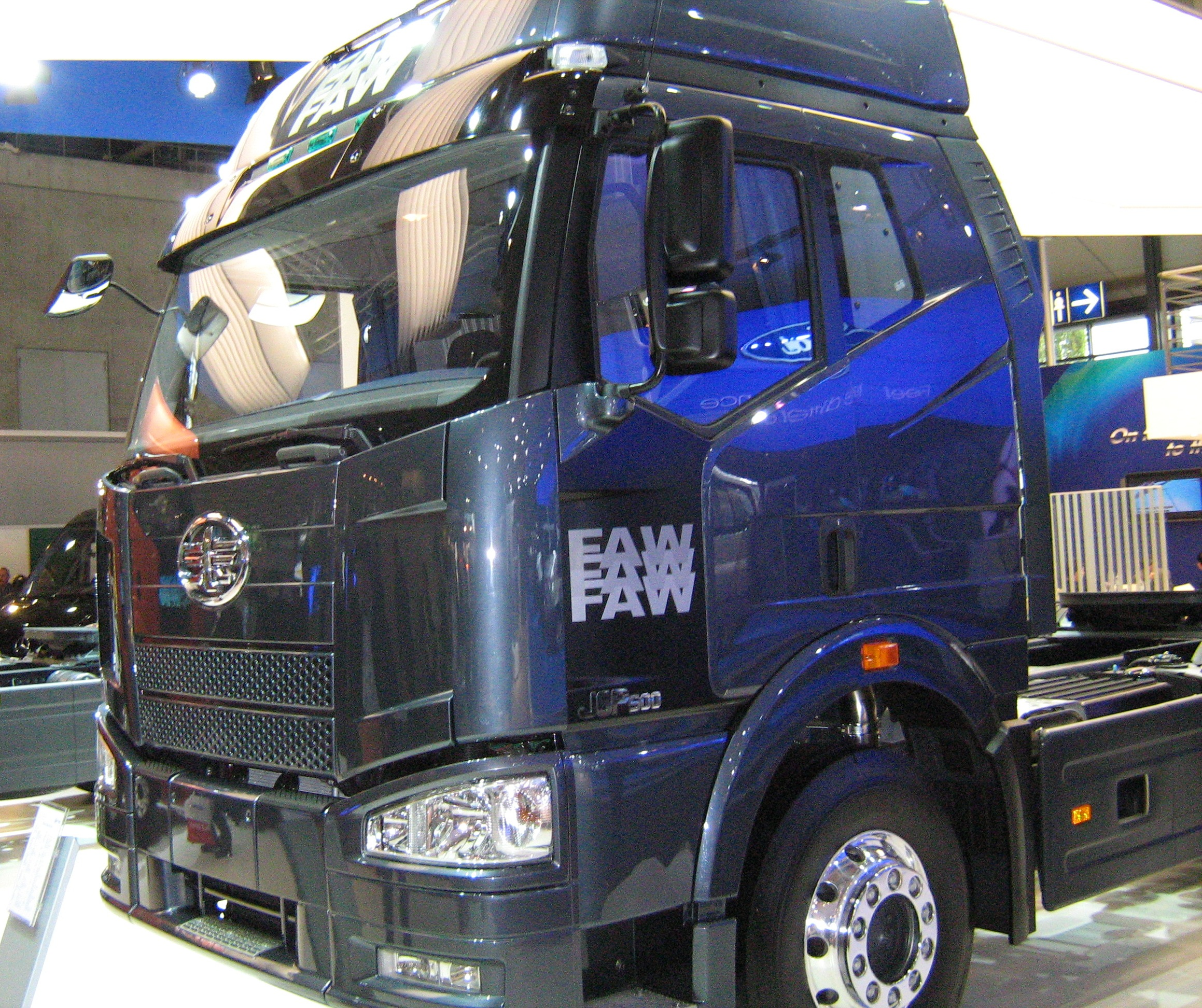
民用版LKW

## 車種

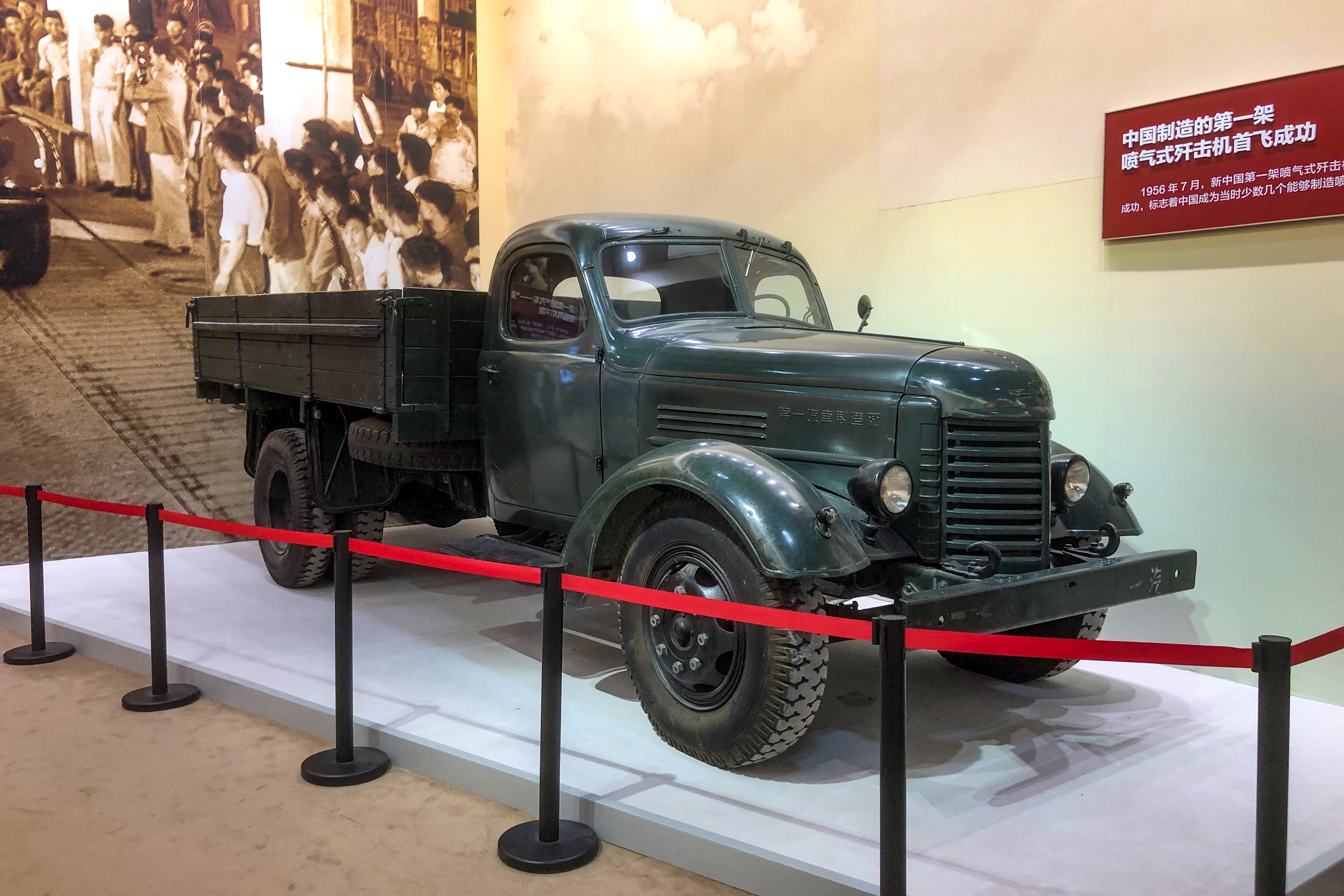
一汽早期制造的CA10型4吨货车

- CA10 、CA10B、CA10C
- CA15K、CA15J
- CA141
- CA34I
- CA93I
- CA1170
- CA4250